# Kardansko vratilo
Kardansko vratilo je sistem od dva ili više vratila povezanih kardanovom spojnicom. To je "izlomljeno" vratilo, tj. sistem koji omogućava naginjanje, pa i translaciju ose vratila kojim se prenosi snaga, što ga čini veoma pogodnim za prenos snage sa nestacionarnih motora, pre svega kod motornih vozila.
Glavna osobina ovog vratila je, da su kod kardanovog vratila sa dve spojnice, kod koga su ose ulaznog i izlaznog vratila paralelne (kao na animaciji), ugaone brzine ulaznog i izlaznog vratila uvek jednake, a ugaona ubrzanja nastaju samo na centralnom vratilu, te su sopstvene inercijalne sile prihvatljive. Kod Kardanovog vratila sa dve spojnice, središnje vratilo obično ima klizni mehanizam (promenljive je dužine), što omogućava podizanje i spuštanje jedne kardanove spojnice u odnosu na drugu, a po vertikali (prikazano na animaciji). 
Na motornim vozilima kod kojih je motor napred a pogon pozadi, kardanovo vratilo se koristi kao deo sistema za prenos snage. Njime se prenosi obrtni moment iz menjača brzina na glavni prenosnik i konusno-tanjirasti par. To znači da se kardanovo vratilo u ovoj funkciji koristi kod svih kamiona, autobusa i nekih putničkih vozila.
Obično se koristi ono sa jednom ili dve kardanove spojnice. Fleksibilno je i može se pomerati do ugla od 30° što je veoma značajno, s obzirom da se pogonski točkovi vozila kreću kontinuirano gore-dole kako bi ublažili prenos udarnih sila sa puta na karoseriju, pa je potrebna veza za prenos snage od motora do pogonskih točkova koja nije kruta. Ta „elastična" veza je upravo kardansko vratilo.
U tom smislu, nekad se manja kardanova vratila koriste i za prenos snage od diferencijala do točkova.
Kod traktora i drugih radnih mašina, kardanovo vratilo se koristi za izvođenje snage sa motora na potrošače koji nisu kruto spojeni sa motorom (priključni uređaji, prikolica, ...), na primer preko priključnog vratila.